# Печенеги
Печене́ги (тюрк. самоназвание Becěnek, ср.-греч. Πετσενέγοι, Πατζινάϰαι, ср.-век. лат. Pacinac, др.-рус. печенѣгъ), баджнаки — средневековый тюркоязычный народ, сложившийся, вероятно, в VII—VIII веках в бассейне реки Сырдарьи и в Приаралье. Древнегреческие писатели называли их патцинаками (др.-греч. πατζινακϊται).
Исходно печенеги были частью огузов. О печенежском языке известно немного, поэтому его точное положение внутри тюркских языков неясно. Он был записан, вероятно, в некоторых эпиграфических памятниках древнетюркского письма. Из некоторых письменных источников (например, византийских) известно несколько десятков печенежских слов (личные имена, этнонимы, топонимы). Согласно «Повести временных лет», печенежский язык был известен в Киевской Руси в X веке.
В IX веке печенеги были вытеснены из Приаралья огузами и были вынуждены перекочевать к Волге, тогда как сами печенеги вытеснили на запад кочевые племена мадьяр (венгров). Печенежские племена заняли степи, которые тогда контролировались Хазарским каганатом, разрушив некоторые хазарские поселения.
Во второй половине IX века печенеги осели в севернопричерноморских землях (первым об этом сообщается в хронике Регино Прюмского, 889 год), в 890-х годах полностью вытеснили из Северного Причерноморья венгров. Печенеги также заняли дунайские земли, а в X веке они кочевали между Волгой и низовьями Дуная. В итоге, сложилась крупная этнополитическая общность, которая известна в историографии как Печенегия, во многом определявшая геополитическое положение во всей Восточной Европе. Печенегия разделялась на два объединения, граница между которыми проходила по реке Днепр. Левобережное объединение имело тесные связи с Херсонесом и Хазарским каганатом, тогда как правобережное имело связь с Первым Болгарским царством и Византийской империей. В этот период тюрки-печенеги контролировали самый сложный участок важного торгового пути из Скандинавии в Византию, известного в российской историографии как «из варяг в греки», — низовья Днепра и Днепровские пороги.
В 1036 году, согласно «Повести временных лет», киевский князь Ярослав Мудрый нанёс печенегам поражение, вследствие которого бо́льшая их часть под давлением другого тюркского народа — половцев — перекочевала к византийским и венгерским границам. Печенеги вели постоянные войны с Византийской империей. В конце 1040-х годов печенеги под предводительством хана Тираха с боем шли по Дунаю, но византийцам удалось остановить их наступление. До этого противник хана Тираха — печенежский хан Кеген — перешёл на сторону Византии, часть народа заняла территории Болгарии. Византийский император Алексей I Комнин после длительной войны с печенегами в 1091 году всё же сумел одержать над ними победу.
С середины XI века началось массовое вынужденное переселение печенегов в Венгрию. Походы и миграция печенегов в неё продолжились вплоть до первой четверти XII века. В венгерских источниках до второй половины XIII века упоминаются служилые печенеги.

## Происхождение названия
В европейских и греческих источниках печенеги получили название «пацинаки» (англ. Patzinak).
По мнению историка Светланы Плетнёвой, название «печенег» могло произойти от тюркского имени Бече — гипотетического предводителя печенежского племенного союза.
Академик Василий Бартольд, ссылаясь на работу Махмуда аль-Кашгари «Диван лугат ат-турк» («Словарь тюркских наречий»), отмечает спорность подобного толкования:

Печенеги упоминаются у Рашид ад-дина и Махмуда Кашгарского среди огузских родов. Произношение печенег находится в русских летописях и не заимствовано у греков, правописание которых несколько иное; вероятно, русские передали его так, как слышали непосредственно, и, как оказывается, передали правильно. Прежде предполагали, что мы имеем здесь тюркское слово биджнак — «зять»; но в рукописи Махмуда Кашгарского дана именно вокализация печенег.

В середине XII века путешественник Абу Хамид аль-Гарнати писал: «И прибыл я в город [страны] славян, который называют „Гор[од] Куйав“… А в нём — тысячи „магрибинцев“, по виду тюрков, говорящих на тюркском языке и стрелы мечущих, как тюрки, и известны они в этой стране под именем „беджн[ак]“».

## История

### Происхождение
По свидетельствам доступных древних источников, на момент появления печенегов в Причерноморье в их внешнем облике преобладали европеоидные черты. Они описываются как брюнеты, которые брили свои бороды, согласно описанию в путевых заметках арабского автора Ахмада ибн Фадлана, имели невысокий рост, узкие лица, маленькие глаза.

В частности, Ахмад ибн Фадлан сообщает:
Мы выехали и поехали к реке Йаганды (отождествляется с р. Чаган). Потом в ладьи погрузили одежду и вещи, и когда они были наполнены, в каждую ладью села группа из пяти, шести [или] четырёх — меньше или больше. Взяли в руки березовые жерди и работают [ими], как веслами, непрерывно гребя. Что же касается коней и верблюдов, то на них кричат, и они переправляются вплавь [сами]. Прежде чем переправится [какая-то] часть каравана, нужно переправить отряд вооруженных бойцов, которые [бы организовали] защиту для людей [следующих за] ними, чтобы угры не напали на переправляющихся. Мы переправились через Йаганды только описанным способом. Затем мы переправились через реку, называемую Джам, также в дорожных мешках. Затем мы переправились через Джахыш, затем Узыл, затем Ардан, затем Варыш, затем Ахты, затем Вабна. Все эти реки большие. Затем мы прибыли к Печенегам, которые остановились на берегу водоема, напоминающего море, [потому что он] не имел течения. Печенеги смуглые, с полностью сбритыми бородами. По сравнению с огузами они бедны. Мы остановились у печенегов на один день. Затем мы отправились и остановились у реки Джайх (Яик ныне р. Урал). Это самая большая река, которую мы только видели, самая широкая и быстроводная. Мы переправились через [р. Урал] с большим трудом. Затем мы ехали несколько дней и переправились через реку Джаха, затем после нее через реку Архыз, потом через Баджаг, затем через Самур (р. Самара), затем через Кинал (р.Кинель), затем через реку Сух (р. Сок), затем через реку Кюнджюливу (р. Кутулук). Мы прибыли в страну тюркского народа, называемого уграми (волжские венгры). Мы опасались их больше всех [прочих], потому что это худшие из тюрок, самые грязные и больше других склонные убивать. Когда один из них встречает другого, то отрубает ему голову, берет её себе, а тело выбрасывает. . Мы отправились из страны [угров] и переправились через реку Джарамсан (р. Черемшан).

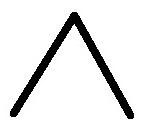
Тамга племени печенег (бечене) согласно «Родословной туркмен» Абул-Гази

Российский и советский востоковед, один из основателей российской школы востоковедения Василий Бартольд на основании работ Рашид ад-Дина «Джами ат-Таварих» (Сборник летописей) и Махмуда аль-Кашгари «Диван лугат ат-турк» (Словарь тюркских наречий) определил, что племя печенег является одним из племён огузов. Хивинский хан и историк 17-го века Абульгази в своём известном историческом труде «Родословная туркмен» пишет, что племя печенег (бечене) является одним из 24 древних туркменских (огузских) племён. Известный советский историк и археолог Сергей Толстов относит печенегов к огузским племенам, а также отождествляет их с древним сакским племенем апасиаки (пасианы).
По мнению некоторых учёных, в частности, академика Михаила Артамонова и его ученика доктора исторических наук Льва Гумилёва, печенеги представляли собой часть народа канглы. Согласно византийскому императору Константину VII Багрянородному, часть печенегов называла себя кангарами (греч. Κάγγαρ).
Печенеги упоминаются в древнерусских летописях как обитатели южно-русских степей в IX—XIII веках.

### Исход из Азии (хазарский период)

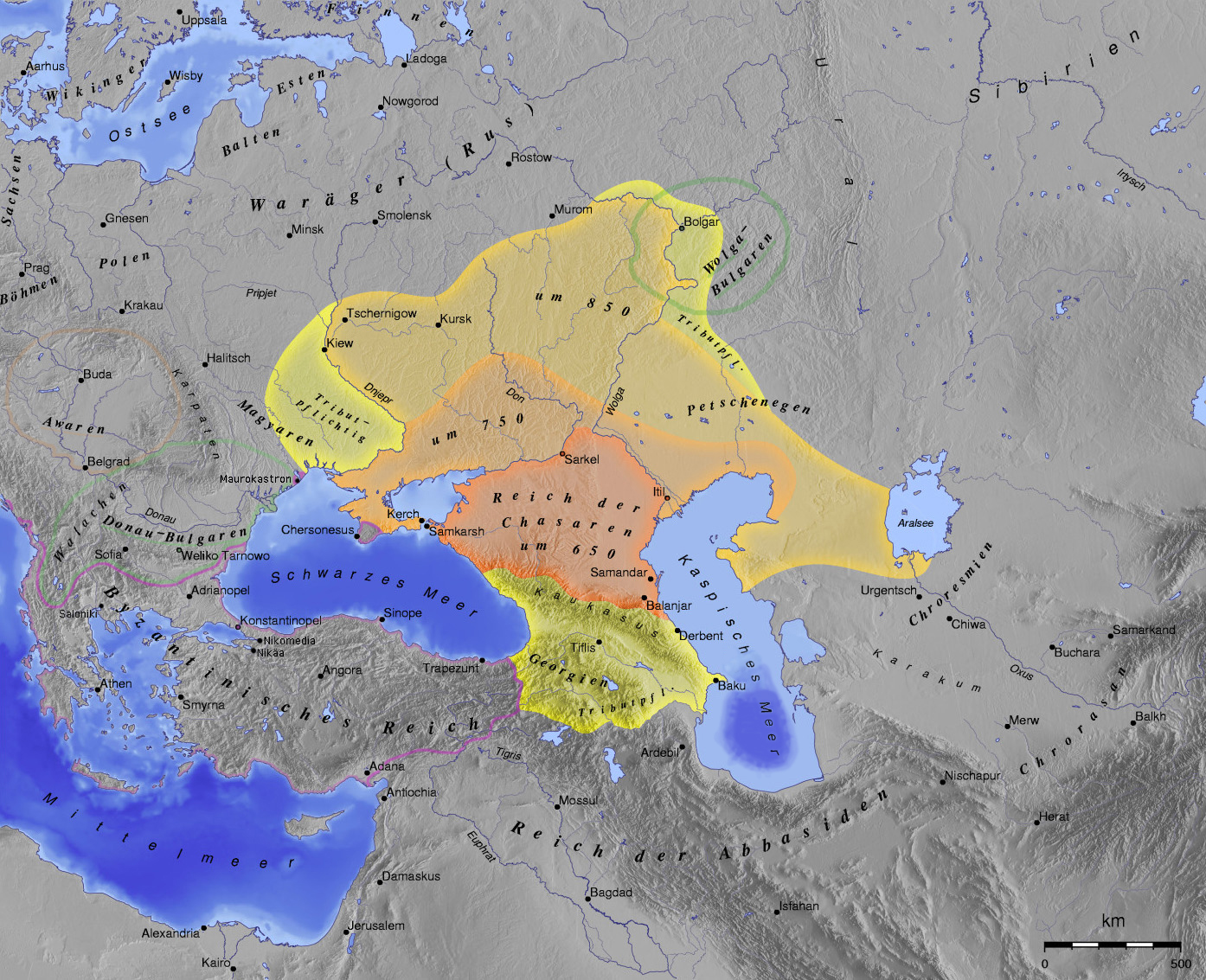
Печенеги в сфере влияния Хазарии (VIII век)

В конце IX века те из кангаров, которые носили название «пацзынак» (печенеги), в результате климатических изменений (засухи) в степной зоне Евразии, а также под давлением соседних племён кимаков и огузов, форсировали Волгу и оказались в восточноевропейских степях, где ранее кочевали угры. При них эта земля звалась Леведия, а при печенегах она получила имя Падзинакия (греч. Πατζινακία).
К 889 году печенеги, оттеснённые хазарами и половцами ещё дальше на запад, в свою очередь к 892—894 годам оттеснили мадьяр к западу от Днепра. Существует мнение[чьё?], что уже около 882 года печенеги достигли Крыма. В поздних летописях[каких?] описано столкновение печенегов с князьями Киева — Аскольдом в 875 год (что оспаривается историками), и Игорем (915 и 920).
После краха Хазарского каганата (965 год) власть над степями к западу от Волги перешла к печенежским ордам. В этот период печенеги занимали территории между Киевской Русью, Венгрией, Дунайской Болгарией, Аланией, территорией современной Мордовии и населявшими Западный Казахстан огузами.

### Между Русью и Византией

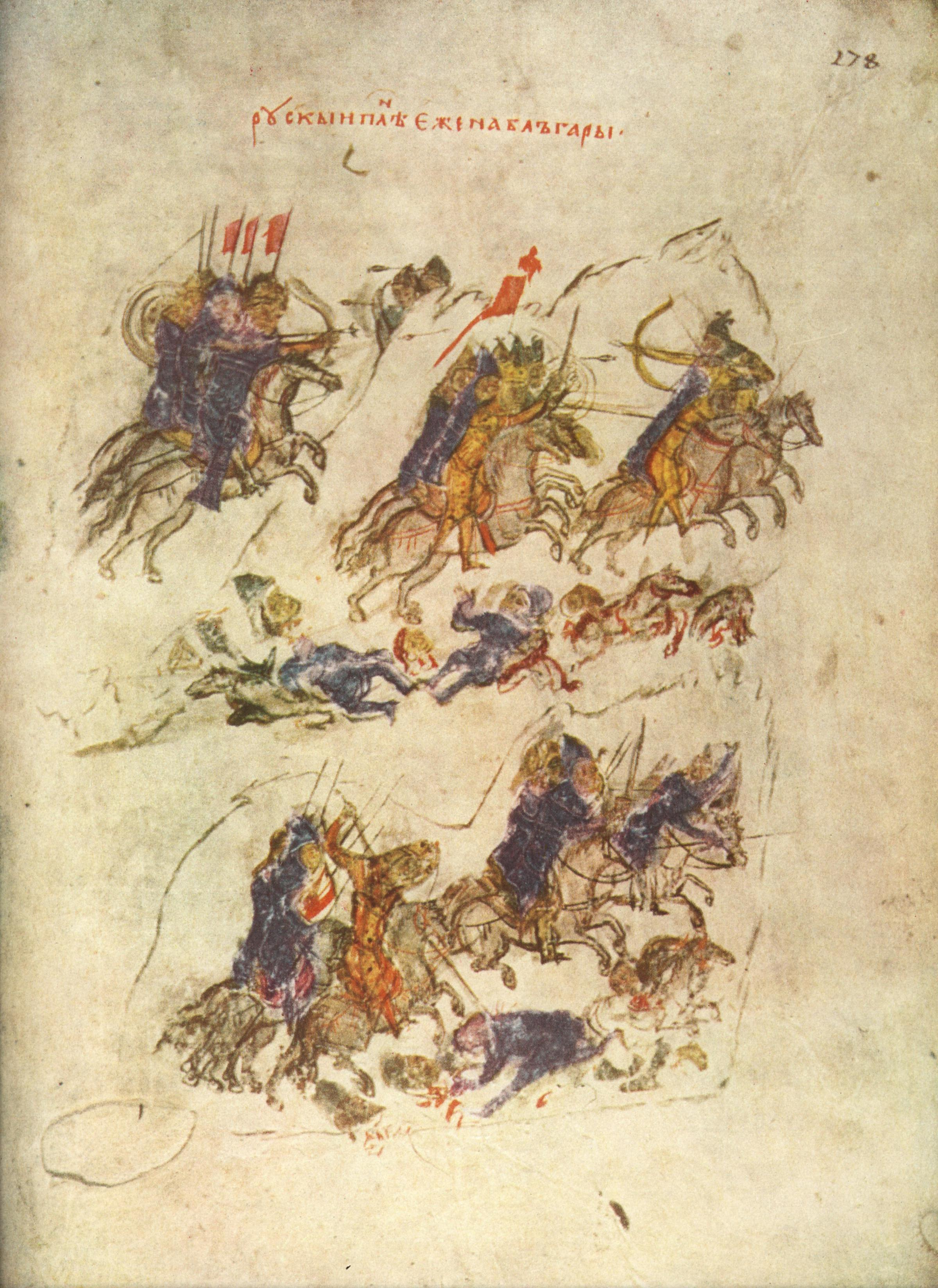
Святослав вторгается в Болгарию с печенежскими союзниками. Миниатюра из Манассиевой хроники

В X веке Византийская империя использовала печенегов в качестве заслона от набегов киевских князей на Константинополь. Для этой цели правителям печенегов ежегодно доставляли из Византии подношения в виде золотых слитков.
В 968 году печенеги осадили Киев, но были разбиты. В 970 году участвовали в битве под Аркадиополем на стороне киевского князя Святослава Игоревича, но после заключения русско-византийского мира (июль 971) стал назревать новый русско-печенежский конфликт. В 972 году печенеги хана Кури у днепровских порогов убили великого князя Святослава Игоревича, а из его черепа сделали чашу. В 990-е годы произошло новое ухудшение отношений между Русью и печенегами. Великий князь Владимир разбил их (992) на Трубеже, но в 996 году сам потерпел поражение под Васильевом. Владимир строил на степной границе крепости с системой оповещения для эффективного противодействия вторжениям печенегов. К таким оборонительным линиям относятся Поросская и Посульская оборонительные линии, а также ряд других, внутренних.
Печенеги приняли участие в междоусобной войне между Ярославом Мудрым и Святополком Окаянным на стороне последнего. В 1016 году они участвовали в битве под Любечем, в 1019 году в битве на Альте (оба раза неудачно).

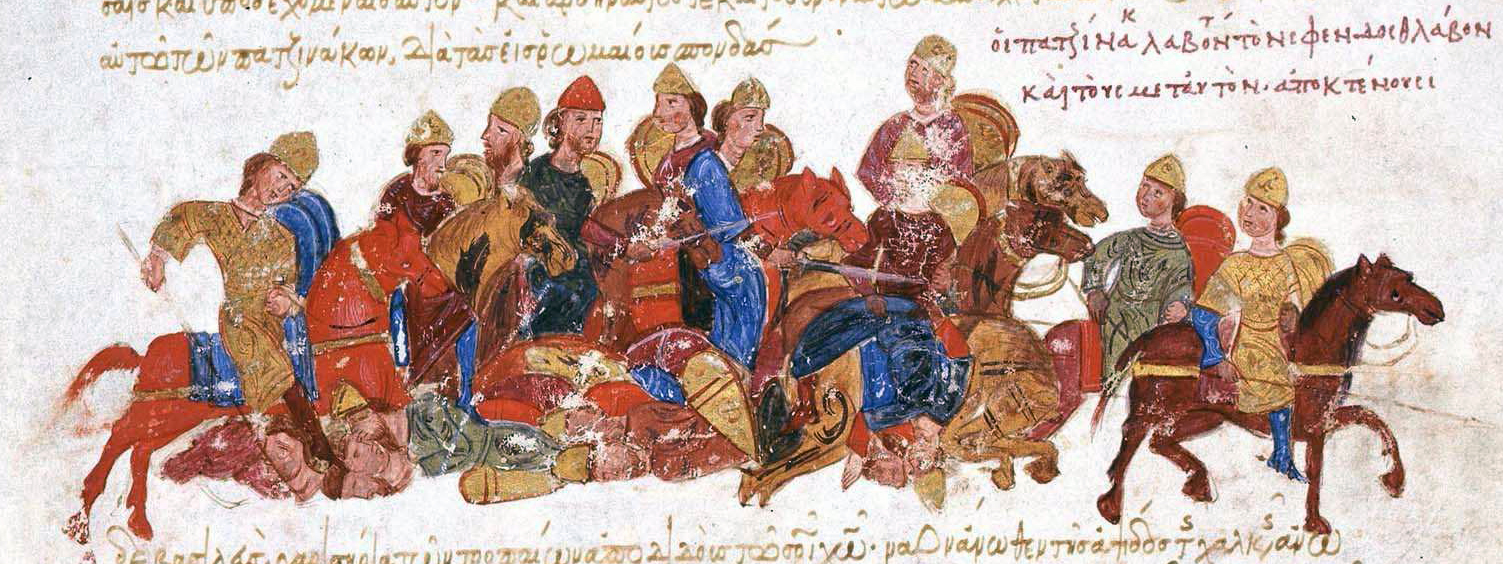
Печенеги убивают князя Святослава Игоревича. Миниатюра Мадридской рукописи хроники Иоанна Скилицы

Последним документально зафиксированным русско-печенежским конфликтом является осада Киева в 1036 году, когда осаждавших город кочевников окончательно разбил подоспевший с войском великий князь Ярослав Мудрый. Ярослав использовал расчленённое по фронту построение, поставив на флангах киевлян и новгородцев, а по центру — свою скандинавскую дружину. После этого печенеги перестали играть самостоятельную роль, а выступали как значительная по численности часть нового племенного союза берендеев, называемого также чёрными клобуками. Память о печенегах была жива и значительно позже: например, в одной из версии Сказания о Мамаевом побоище тюркский богатырь Челубей, начавший поединком Куликовскую битву, назван «печенежином», то есть печенегом.
Битва под Киевом в 1036 году была завершающей в истории русско-печенежских войн.
К XI веку, теснимые половцами, печенеги кочевали 13 племенами между Дунаем и Днепром. Часть их исповедовала так называемое несторианство. Христианство среди них с помощью Владимира проповедовал Бруно Кверфуртский. Ал-Бакри сообщает, что около 1009 года печенеги приняли ислам. Около 1010 года в среде печенегов возникла распря. Печенеги князя Тираха приняли ислам, тогда как два западных племени князя Кегена (Белемарниды и Пагуманиды общей численностью 20 000 человек) перешли Дунай на византийскую территорию под скипетр Константина Мономаха в Добрудже и приняли христианство византийского образца. Византийский император планировал сделать из них пограничную стражу.
В дальнейшем основная часть печенегов ушла в степи Северо-Западного Причерноморья. Византия периодически то вела с ними ожесточённую войну, то задаривала их подарками. В 1046―1047 годах под руководством хана Тираха перешла по льду Дунай и обрушилась на Болгарию, бывшую в то время византийской провинцией. В 1048 году огромные массы печенегов (до 80 000 человек) под предводительством Тираха пересекли Дунай по льду и вторглись в балканские владения Византии.
Далее печенеги, не выдержав натиска торков, половцев и гузов, а также войны с Византией, частью на правах федератов поступили на византийскую службу, частью были приняты венгерским королём для несения пограничной службы, и с той же целью частью были приняты русскими князьями.
Другая часть сразу после своего поражения под Киевом ушла на юго-восток, где ассимилировались среди других кочевых народов.

### Битва при Левунионе
В 1091 в битве при Левунионе византийско-половецкое войско нанесло сокрушительное поражение вторгшимся из-за Дуная печенегам, после чего были убиты не только воины-мужчины, но весь остальной народ, включая женщин и детей. По словам византийской хронистки Анны Комнины, погиб весь народ целиком:

Можно было видеть необычайное зрелище: целый народ, считавшийся не десятками тысяч, но превышавший всякое число, с жёнами и детьми, целиком погиб в этот день.

В то же время, слова Анны Комнины о истреблении печенегов стоит воспринимать только как фигуру речи, потому что, по сообщениям хронистов, печенеги продолжали служить в византийских войсках и после Левуниона.

## Потомки печенегов
В 1036 году князь Ярослав Мудрый нанёс поражение западному объединению печенегов. В конце XI века, под давлением половцев, они передвинулись на Балканский полуостров или в Большую Венгрию (на венгерских землях печенеги массово селились со времён правителя Тонузобы, признавшего в X веке вассальную зависимость от венгерского князя Такшоня). В соответствии с научной гипотезой, одна часть печенегов составила основу народности гагаузов. Другая часть влилась в объединение юрматы. На сегодняшний день гагаузы имеют свою автономию в составе Молдовы.
По другим же данным, некоторые историки считают, что печенеги являются предками современных каракалпаков

## Археология
Захоронения печенегов представляют собой невысокие курганы. Голова покойника ориентирована на запад. В могилах находят останки головы и ног лошади, а также стремена, сабли (палаш), наконечники стрел, подвески в виде птичек, серебряные бляхи для упряжи, византийские золотые монеты (хутор Гаевка Волоконовский район Белгородская область). Имеются печенежские захоронения в Молдавии (на месте Кишинёва) и на территории Волгоградской области.

## Известные ханы
Правители фем по трактату Константина Багрянородного, составленного между 948 и 952 годами:
| Имя     | Фема    |
| ------- | ------- |
| Ваицу   | Иртим   |
| Куела   | Цуры    |
| Куркутэ | Гилы    |
| Ипаоса  | Кулпеи  |
| Каидума | Харавои |
| Талмат  | Косту   |
| Гиаци   | Хопони  |
| Батана  | Цопон   |

Прочие ханы:
| Имя                 | Годы     | Примечания |
| ------------------- | -------- | --- |
| Госта               | ?—?      | ок. 880. |
| Куря                | ?—?      | В 972 г. у Днепровских порогов истребил русскую дружину князя Святослава.                                                                                                |
| Илдей [Елтай-Элтай] | ?—?      | В 979 г. перешёл на русскую службу к киевскому князю Ярополку. |
| Метигай             | ?—?      | В 988 г. явился к киевскому князю Владимиру и принял крещение. |
| Кучюг (Кучук)       | ?—?      | В 991 г. принял крещение и перешёл на русскую службу к киевскому князю Владимиру.                                                                                        |
| Родман              | ?—?      | В 1001 г. вместе с тремя сыновьями был взят в плен русскими в результате их похода в степь.                                                                              |
| Темир (Тимар)       | ?—1004 † | В 1004 г. погиб в результате междоусобицы «убиен бысть … от своих сродников».                                                                                            |
| Килдарь             | ?—?      | [ 26 ] |
| Тирах               | ?—?      | Сын Килдаря, правил крупнейшим племенным объединением, 1048—1050 гг. на византийской службе.                                                                             |
| Кеген               | ?—1050 † | Сомнительного происхождения, прославился в войне с торками, вёл длительную борьбу с Тирахом, перешёл на византийскую службу, крестился, состоял патрицием, убит Тирахом. |
| Балтчар             | ?—?      | Старший сын Кегена, вместе с отцом находился на византийской службе. |
| Сульчу              | ?—1050 † | Некоторое время находился на византийской службе, затем вёл с ней войну, погиб при осаде Адрианополя.                                                                    |
| Селте́               | ?—?      | Некоторое время находился на византийской службе, затем вёл с ней войну.                                                                                                 |
| Карама́              | ?—?      | Перешёл на византийскую службу. |
| Каталим             | ?—?      | Некоторое время находился на византийской службе, затем вёл с ней войну.                                                                                                 |

## В искусстве
Осада печенегами Киева отражена в поэме А. С. Пушкина «Руслан и Людмила»:

Вдали подъемля чёрный прах;

Идут походные телеги,

Костры пылают на холмах.

Беда: восстали печенеги!

## Топонимы
- Жигулёвские горы (Самарская область) ранее назывались Печенежскими горами[45].
- Бешенковичи — пгт в Белоруссии;
- Печенежский район — район в Харьковской области Украины.
- Печенежское водохранилище
- Печенежин (Ивано-Франковская область Украины).
- Печенюги (Черниговская область Украины).
- Беджене — село в Болгарии;
- Печеневце — село в Сербии;
- Бешеново — село в Сербии;
- Бешеновачки-Прнявор — село в Сербии;
- Печинеага — коммуна в Румынии;
- Бешенётелек — деревня в Венгрии;
- Бешенед — деревня в Венгрии;
- Ладбешеньо — село в Венгрии;
- Бешеньо — село в Венгрии;
- Печенице — село в Словакии;
- Бешенёва — село в Словакии;
- Печенады — село в Словакии;
- Бешенов — село в Словакии;
- Потшинг — город в Австрии